# Renault Nepta
El Renault Nepta es un prototipo de automóvil deportivo diseñado por la empresa francesa Renault. Fue presentado en el Salón del Automóvil de París en 2006.
Se trata de un descapotable de gama alta y cuatro plazas, que aunque es posible que nunca vea la luz, aporta nuevas y futuras ideas de diseño para modelos posteriores.
El modelo expresa lujo, deportividad y elegancia, unos valores que rememoran la época dorada del automovilismo. El vehículo alcanza 4,99 metros de longitud y 1,96 metros de anchura. Sus puertas se abren conjuntamente con el capó y son del tipo ala de gaviota, inspiradas en los famosos modelos Mercedes-Benz 300 SL y DMC DeLorean. Cuando están levantadas el vehículo alcanza una altura total de 1,86 metros. 

## Características técnicas
El prototipo monta un motor V6 biturbo de 3500 cc con sistema de inyección directo de gasolina, desarrollando 420 CV de potencia. Tiene caja de cambios automática de siete velocidades con mandos al volante. Su peso es de 1.490 kg y acelera de 0 a 100 km/h en 4,9 segundos.
Su carrocería en fibra de carbono, barras antivuelco, ópticas LED, deflectores de aire anti turbulencias, pantallas con DVD y el último prototipo de neumáticos de Michelín con llantas de 23 pulgadas y neumáticos de 275 de sección. 

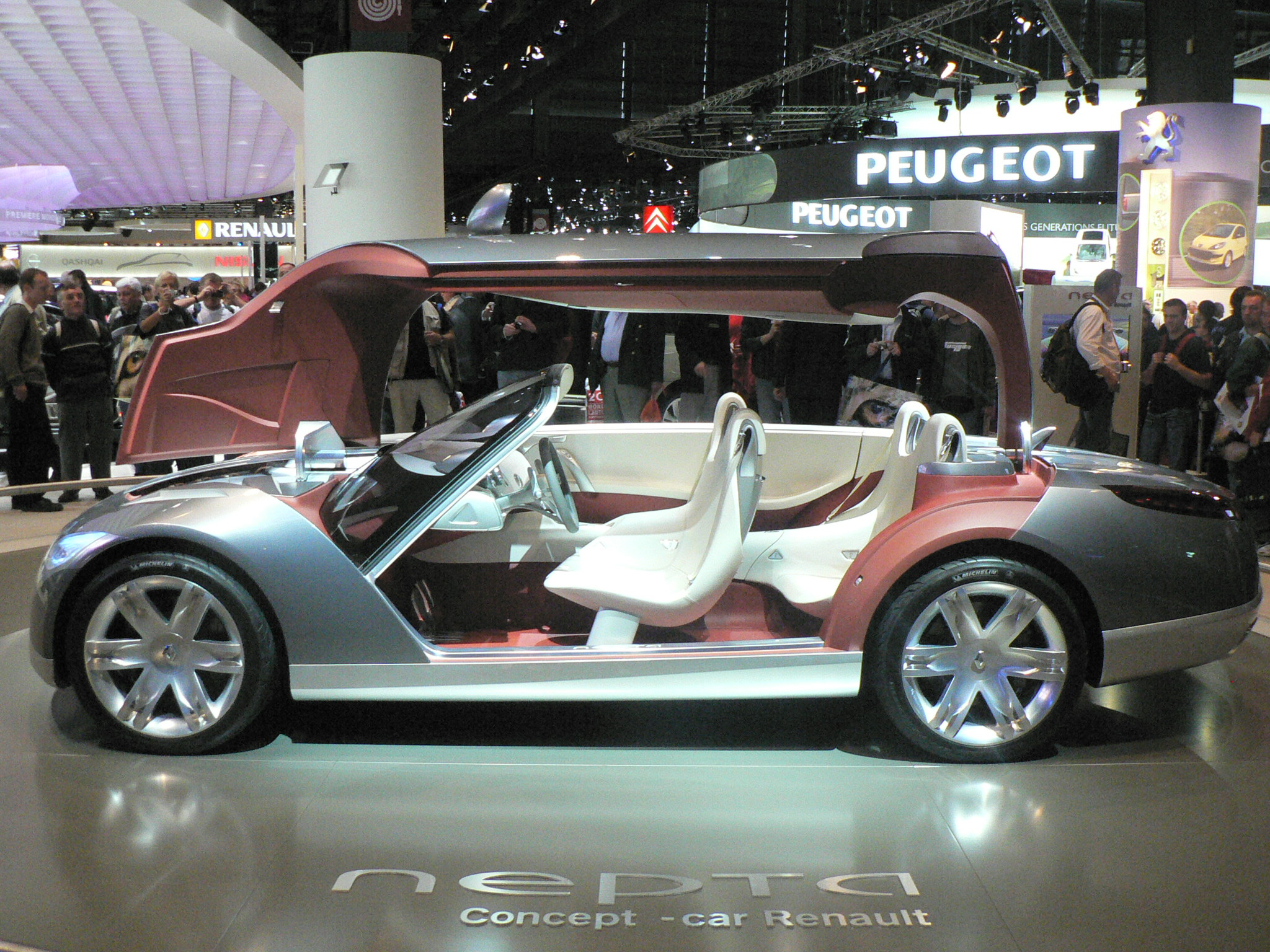
Lateral.
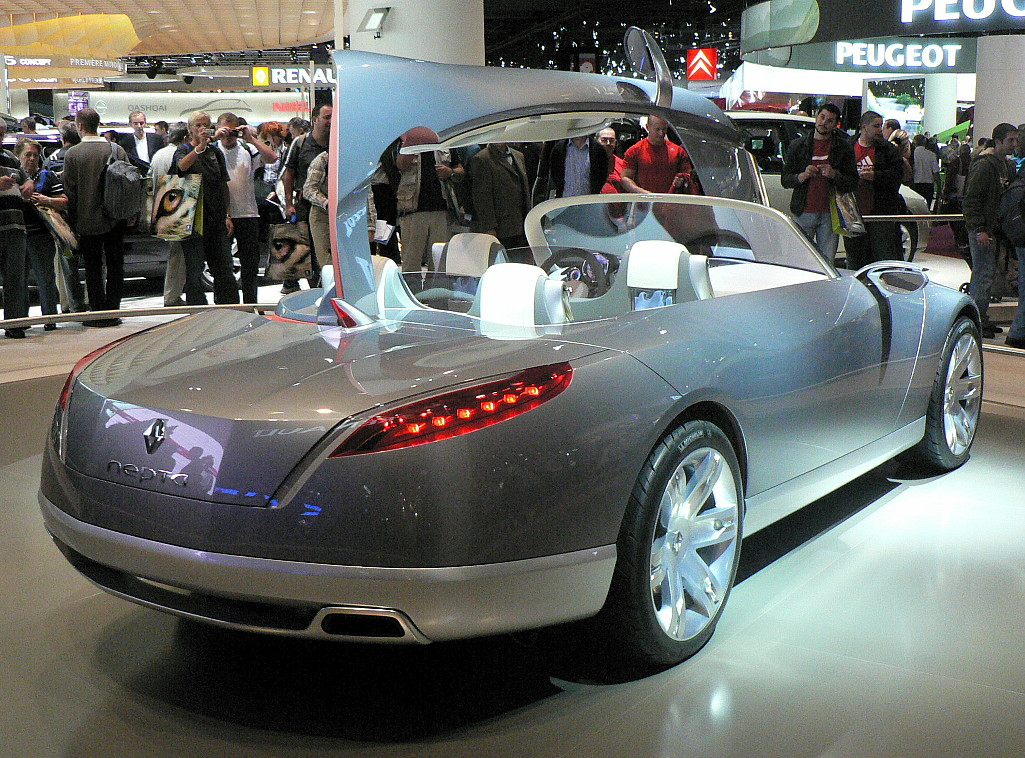
Parte trasera.